# معرزيتا
معرزيتا قرية سورية تتبع ناحية كفرنبل في منطقة معرة النعمان في محافظة إدلب. بلغ عدد سكانها 2707 نسمة في عام 2004 حسب إحصاء المكتب المركزي للإحصاء.
تقع القرية في ريف إدلب الجنوبي على بعد قرابة 13 كم إلى الجنوب الغربي من مدينة معرة النعمان.
انخرطت معرزيتا في الحراك السلمي ضد نظام آل الأسد منذ البواكير الأولى للثورة السورية، غير أنّ بطش النظام أنزل بها الخراب جرّاء حملة القمع التي شنّتها قواته على القرية، والتي تكللت بتدميرها على إثر القصف الممنهج الذي شنّه طيران الأسد مدعومًا بسلاح الجو الروسي خلال عام 2018. وفي شهر أيار من العام نفسه، بلغ التدهور الإنساني في المنطقة مبلغًا عظيمًا، فاضطرّ سكان معرزيتا إلى الفرار من منازلهم، بحثًا عن ملاذٍ آمن.

## التاريخ
في يوم 16 أكتوبر (تشرين الأول) 2012، تسبب القصف بالطيران الحربي الذي شنته قوات نظام الأسد على قرية معرزيتا إلى مقتل شخص واحد. وفي يوم 26 أكتوبر (تشرين الأول) عام 2014، قصفت قوات نظام الأسد القرية بالطيران الحربي، ما أسفر عن مقتل مدنيين اثنين، أحدهما طفل.
في 27 أبريل (نيسان) عام 2017، تعرّضت نقطة طبية تابعة لمنظمة شام بالقرب من معرزيتا لقصف جوي مباشر، قبل أن يعاود الطيران الروسي استهداف النقطة من جديد بعد وصول فرق الإسعاف والدفاع المدني، مما خلف أربعة قتلى من طواقم الإسعاف وأدّى إلى احتراق عدة سيارات إسعاف وسيارات دفاع مدني.
حتى عام 2018، أخذ المجلس المحلي في معرزيتا على عاتقه تولّي الشؤون الإدارية والخدمية في القرية على نحو كامل. غير أنّ عمليات القصف التي شنها نظام الأسد في شهر مايو (أيار) من نفس العام، ولا سيّما عقب المجزرة التي نفذتها طائرات حربية على أحد الملاجئ في معرزيتا مساء يوم الأربعاء بتاريخ 9 مايو (أيار)، والذي قُتل فيها 8 مدنيين، بينهم رجل وزوجته وأربعة من أبنائهم، من ضمنهم طفلان اثنان، حيث اُنتشلت الجثامين من من تحت الأنقاض. كما استهدف النظام منازل المدنيين بتاريخ 6 مايو (أيار) 2018، ما جعل العديد من أهالي القرية ينزحون باتجاه قرى مجاورة أكثر أمانًا، مثل قرية معرة حرمة. إذ وقعت هذه المجزرة نتيجة إلقاء طيران الأسد صاروخين فراغيين، أحدهما وقع على الملجأ بشكل مباشر والآخر وقع بالقرب منه، بالإضافة إلى تعمد قوات نظام الأسد والمليشيات الطائفية الرديفة له التسبب بأكبر قدر ممكن من خسائر بشرية في الأرواح من خلال هذه الهجمات.
تواصل القصف على القرية خلال عام 2019، ففي ظهر يوم 16 نوفمبر (تشرين الثاني) من سنة 2019، قُتل ثلاثة مدنيين وأصيب 20 شخصًا آخر بجروح، بينهم حالات حرجة، جراء قصف جوي بصواريخ شديدة الانفجار شنته طائرات حربية روسية على معرزيتا.

## الاقتصاد
يعتمد معظم أهل معرزيتا على زراعة الزيتون، الذي يشكّل موردًا مهمًا للأهالي. خلال الثورة، تعرّضت أشجار الزيتون في المنطقة لأضرار جسيمة، شملت التدمير والاقتلاع، على إثر القصف وبعد سيطرة نظام الأسد على ريف إدلب الجنوبي. 
في أكتوبر (تشرين الأول) 2019، كانت معرزيتا تقع على التخوم ما بين مناطق سيطرة نظام الأسد وميليشياته والمناطق المحررة، وهو ما جعلها عرضة للقصف لأشهر، وحال دون وصول المزارعين إلى حقول الزيتون.

## التعليم
قبل قيام نظام الأسد بتهجير أهالي القرية في مايو (أيار) 2018، كانت مدرسة مجد الشام الابتدائية إحدى المرافق التعليمية الموجودة في القرية. والجدير بالذكر أن طلابها شاركوا في الحراك السلمي خلال الثورة، فعلى سبيل المثال، خرج طلاب من المدرسة في وقفة تضامنية مع الغوطة الشرقية، التي كانت حينها تقبع تحت حملة عسكرية شنها عليها نظام الأسد في شهر شباط من عام 2018.